# Shadow of the Sword – Der Henker
Shadow of the Sword – Der Henker ist ein 2005 produzierter Historienfilm, der sich mit der historischen Thematik der Inquisition in der beginnenden Frühen Neuzeit befasst.

## Handlung
Martin und Georg wachsen als gute Freunde wie Brüder in einem Dorf in Tirol auf. Es ist der Beginn des 16. Jahrhunderts. Beide sind Findelkinder und Waisen. Doch der Kontakt der Jungen endet plötzlich, als Georg vom Erzbischof aufgenommen wird. Dieser erzieht ihn in seinem Kloster im Sinne der römisch-katholischen Kirche. Als Erwachsener wird Georg zum Prior des Klosters ernannt.
Martin muss sich bald als Söldner durchschlagen und wächst als Soldat auf. Er lernt die junge Anna kennen, die Tochter eines Henkers. Er verliebt sich in die junge Frau und heiratet sie. Bald muss er das blutige Handwerk seines Schwiegervaters erledigen und Menschen töten, die von der Kirche als Ketzer und Gotteslästerer verdammt worden sind.
Als Erwachsene treffen sich Martin und Georg wieder. Georg, der Prior des Klosters, möchte seinen Glauben durchsetzen gemäß den Vorgaben des Erzbischofs. Durch eine Intrige von Mönchen des Klosters und dem Gehilfen des Henkers wird eine heilige Reliquie der Kirche gestohlen und dem Henker untergeschoben. Dieser Diebstahl wird als ketzerischer Akt angesehen und ruft, nachdem Georg vergeblich versucht hat, der Lage Einhalt zu gebieten, die Spanische Inquisition auf den Plan. Ein Glaubenskampf bricht aus und die Freundschaft von Georg und Martin wird auf eine harte Probe gestellt. Nachdem dann Martins Familie verhaftet wird, eskaliert die Situation.

## Hintergrundinformationen
Die Dreharbeiten des Films, der mit einem Produktionsbudget von 8,5 Millionen Dollar im Vergleich zu anderen Produktionen kostengünstig produziert wurde, fanden in Ungarn, im österreichischen Bundesland Steiermark sowie auf Burg Kreuzenstein in Niederösterreich statt. Die gesamte Postproduktion erfolgte bei der Wiener Firma Listo.
Die Premiere fand am 13. Mai 2005 an den Internationalen Filmfestspielen von Cannes. Danach lief der Film in ausgewählten Kinos in der Schweiz (ab dem 16. Februar 2006) und Österreich (ab dem 20. Januar 2006).
Der Film ist seit dem 28. September 2006 auf DVD zu beziehen.

## Zum Titel
Während der Film unter dem Titel Henker gedreht wurde, trägt er selbst auf den im deutschsprachigen Raum vertriebenen DVDs den englischen Titel Shadow of the Sword und als Untertitel Der Henker. Für den US-Markt wurde er unter dem ebenfalls englischen Titel The Headsman vertrieben.

## Kritiken
- "Die düstere Geschichte vor dem Hintergrund verbissen ausgetragener Religionskriege überzeugt durch engagierte Darsteller, Ausstattung und erlesene Kameraarbeit, leidet aber an der Anballung von Charakter-Klischees." – Lexikon des internationalen Films[3]

- "(…) präsentiert hier eine interessante europäische Ko-Produktion, die vorwiegend von Österreich aus vorangetrieben worden ist. Das Thema ist natürlich auch landespezifisch, aber breit genug, um ein universelles Publikum anzusprechen. Im einleitenden Text versucht man die Brücke zum heutigen religiösen Fundamentalismus zu schlagen, aber das Thema wird in letzter Konsequenz im Film gar nicht ausgearbeitet. Der Film ist gut, aber ein wenig zwiespältig, denn während er in den ersten beiden Dritteln sehr überzeugend das Leben im Mittelalter zeichnet und den Schrecken der Inquisition klarmachen kann, verfällt er zum Ende hin etwas zu sehr in den Kintopp-Bereich (…)" – movieman[4]